# Теория чисел в средневековом исламском мире

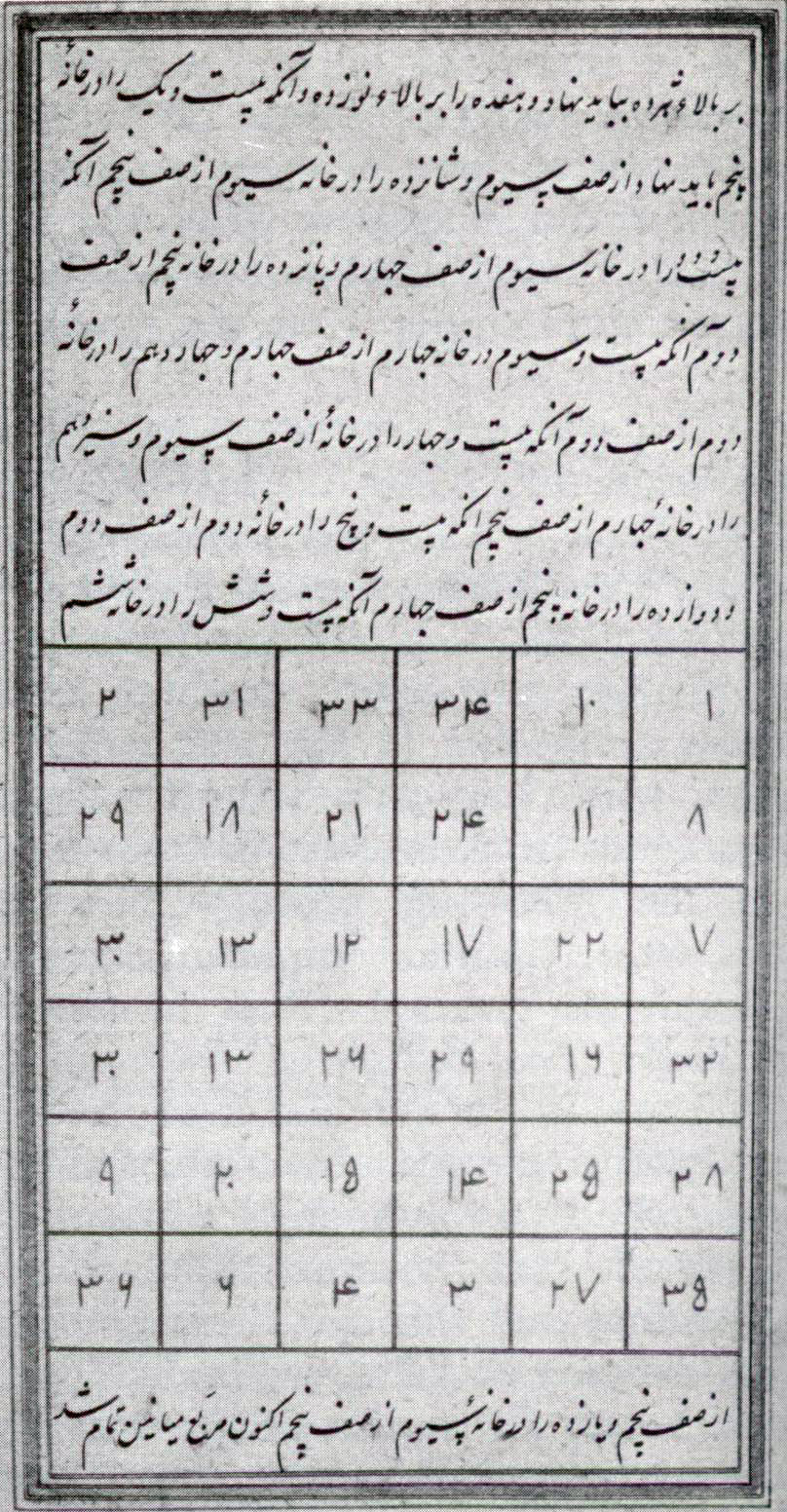
Магический квадрат 6×6 из Книги чудес

Данная статья — часть обзора Математика исламского Средневековья.
Теория чисел была неотъемлемой частью развития математики в исламском мире с IX века. Учёные этого периода не только унаследовали и развили достижения античной математики, но и внесли собственный оригинальный вклад, предвосхитив многие открытия поздней европейской науки. Теоретические исследования чисел сопровождались философскими размышлениями о природе числовых сущностей и их месте в устройстве мира. Развитие теории чисел было обусловлено не только практическими потребностями, но и философскими, а также духовными мотивами.
Практические и теоретические достижения исламских математиков охватывали широкий спектр направлений: от диофантовых уравнений и сравнений по модулю до методов математической индукции, изучения дружественных и совершенных чисел, а также построения магических квадратов. Исследования аль-Хазина, Ибн аль-Хайсама, аль-Караджи, аль-Фариси и других учёных включали как доказательства конкретных теорем, так и формулировку общих принципов — например, основной теоремы арифметики и теоремы Вильсона. Эти работы показывают постепенный переход от античных геометрических подходов к более абстрактным алгебраическим, что значительно опередило аналогичные достижения европейской науки, появившиеся лишь столетия спустя.

## Философия чисел

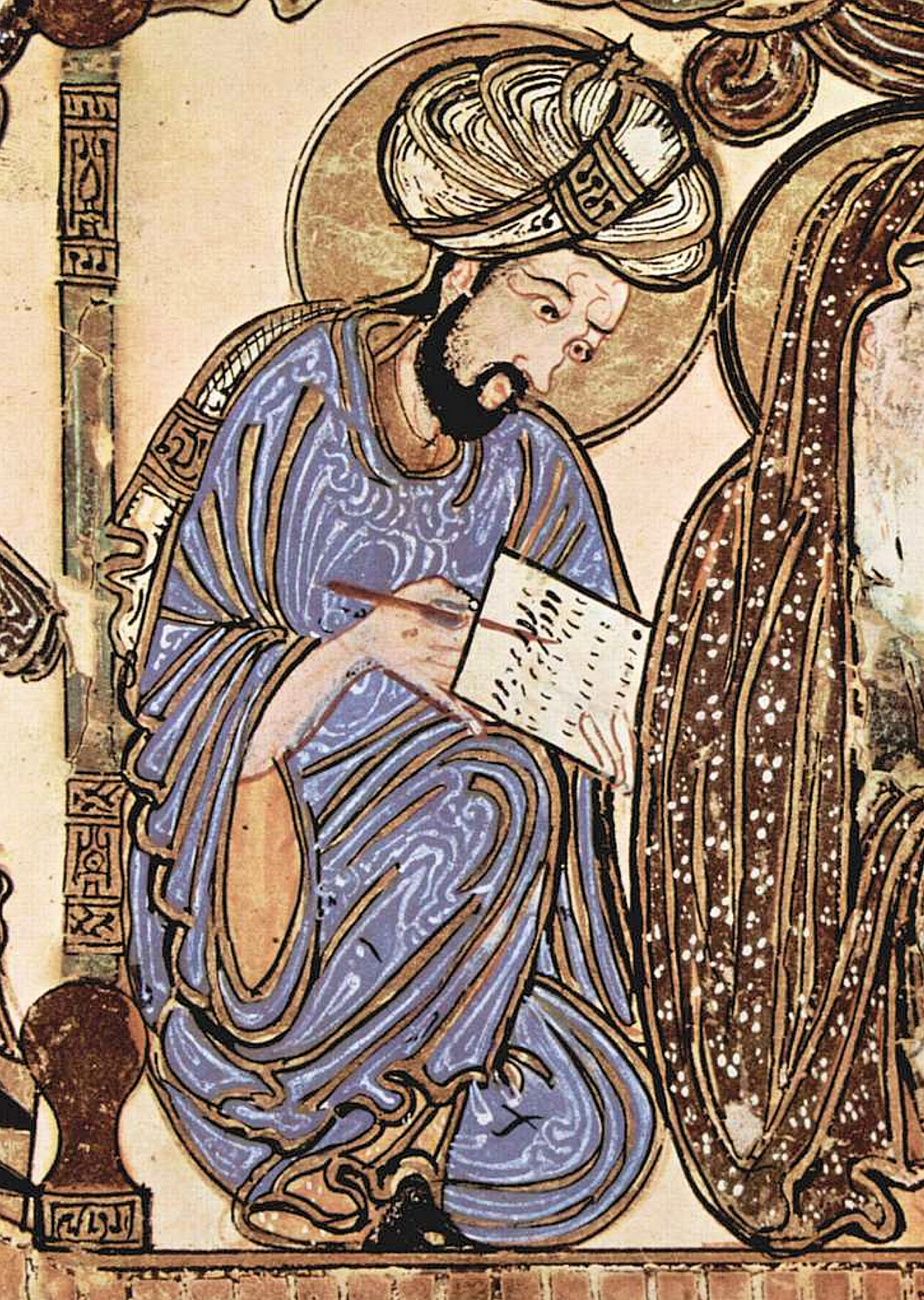
Иллюстрация из Энциклопедии Братьев чистоты, 1287 г.

Одной из групп классических исламских философов, объединявшей философские и математические взгляды, были Братья чистоты (IX–X века). Они толковали природу чисел и связывали её с фундаментальными философскими понятиями. Монотеизм описывался и представлялся ими через характеристики числа один, которое символизировало Бога как источник всего сущего. Идея космологического сотворения и структура мироздания, в свою очередь, выражались возрастающей последовательностью натуральных чисел.
Как и пифагорейцы, Братья чистоты рассматривали всю реальность в нумерологическом ключе, где каждый аспект природы — и даже религии — следует определённому числовому шаблону. Они воспринимали реальность как упорядоченную и численно выраженную систему, подчёркивая абсолютную зависимость всего сущего от Бога — как все числа зависят от единицы. Числа, по их замыслу, предназначались для структурирования мышления, а арифметика трактовалась как аналитическая наука, задачей которой являлось постижение устройства разума через внутреннюю интуицию и числовые операции.
В противовес пифагорейско-платоническому учению о независимой и нематериальной природе чисел, Аль-Фараби (870–950) и Ибн Сина (980–1037) развили аристотелевскую трактовку. Аль-Фараби утверждал, что математические объекты формируются в уме как абстракции, выделенные из физических предметов, и не имеют независимого существования вне материального мира. Математика, по его мнению, занимает промежуточное место между метафизикой и физикой.
Ибн Сина уточнил и развил эту позицию. Он настаивал, что числовые и геометрические объекты всегда связаны с материей. Так, число два существует лишь постольку, поскольку есть два предмета, а треугольник — как свойство конкретного треугольного объекта. Ибн Сина считал, что математические понятия возникают из чувственного опыта. В мысленном эксперименте он показывал, что человеку, лишённому чувственного восприятия, невозможно сформировать представление о числе. Опровержение Ибн Синой пифагорейско-платонического учения в отношении математических объектов было настолько убедительным и влиятельным, что после него эти подходы почти полностью исчезли из исламской философии.

## Диофантовы уравнения
В X веке в исламском мире формируется новое направление в теории чисел. Современные историки называют его диофантовым анализом, то есть изучением целочисленных решений уравнений. В исламской математике это направление зародилось ещё до знакомства с трактатом «Арифметика» Диофанта, переведённом на арабский язык Куста ибн Лукой (820–912). Новое направление отличалось от традиционного подхода, характерного для античной и раннеисламской алгебры, где искались рациональные решения уравнений.
Важным отличием исламской математической традиции стало соединение алгебраических методов, унаследованных и развитых после трудов аль-Хорезми (780–850), с задачами арифметики и теории чисел. Это привело к тому, что задачи, изначально сформулированные в геометрическом или числовом контексте (например, по Евклиду), начали решаться с помощью уравнений и методов, свойственных алгебре.
Одним из представителей нового направления стал Абу Джафар аль-Хазин (900–971), который решал задачи, связанные с пифагоровыми тройками. В частности, он доказал невозможность двух нечётных катетов в пифагоровой тройке и невозможность получения квадрата из суммы двух квадратов с «дважды чётными» {\displaystyle (x=4k)} сторонами. Также он исследовал квадратичные диофантовы уравнения вида {\displaystyle x_{1}^{2}+\dots +x_{n}^{2}=X^{2}}. Для случаев {\displaystyle n=2} и {\displaystyle n=3} он привёл явные формулы решений. Несмотря на то что он остановился на {\displaystyle n=3}, им была выдвинута обобщённая гипотеза, причём предложенный параметрический подход можно адаптировать для любого {\displaystyle n}.
В трактате аль-Хазина можно найти множество утверждений о представлении чисел в виде суммы квадратов и их доказательства. Например:
- Если число разлагается на сумму двух квадратов, то его квадрат тоже разлагается на сумму двух квадратов.
- Если каждое из двух чисел разлагается на сумму квадратов, то существует два различных разложения их произведения на сумму квадратов. В частности, аль-Хазин привёл один из первых известных случаев разложения квадратичной формы:

{\displaystyle (p^{2}+q^{2})(r^{2}+s^{2})=(pr+qs)^{2}+(ps-qr)^{2}=(pr-qs)^{2}+(ps+qr)^{2}}
Одним из его ключевых результатов была задача: при данном натуральном {\displaystyle a} найти натуральные числа {\displaystyle x,y,z}, удовлетворяющие условиям:  
{\displaystyle x^{2}+a=y^{2}} и {\displaystyle x^{2}-a=z^{2}}. Он доказал, что это возможно тогда и только тогда, когда
{\displaystyle a=2uv} и {\displaystyle u^{2}+v^{2}=x^{2}} для некоторых натуральных чисел {\displaystyle u} и {\displaystyle v}. Позднее та же задача побудила Баше и Ферма рассмотреть представление целых чисел, в частности простых чисел, в виде суммы квадратов.
Абу Махмуд аль-Худжанди (940–1000) ещё в X веке сформулировал Великую теорему Ферма для частного случая {\displaystyle n=3}. Его доказательство не сохранилось, но аль-Хазин утверждал, что оно было неправильным. Это неудивительно — впоследствии теорема для {\displaystyle n=3} была доказана Эйлером лишь восемь столетий спустя. Позднее Камал ад-Дин аль-Фариси (1260–1320) отмечал невозможность дать целочисленное решение уравнения и для {\displaystyle n=4}.

## Модульная арифметика
Несмотря на то, что современное обозначение сравнений по модулю было введено значительно позже, методы, соответствующие идеям модульной арифметики — одного из краеугольных камней теории чисел — широко использовались в исламском мире уже в X веке. Математики X–XI веков разработали и развили методы, лежащие в основе фундаментальных результатов теории сравнений по модулю.
Одним из самых ранних зафиксированных примеров полиномиального сравнения по модулю стал фрагмент из труда аль-Хазина (900–971), в котором он рассматривал квадратичное сравнение {\displaystyle x^{2}+1\equiv 0{\pmod {5}}} и нашёл его решения.
Особенно важную роль в развитии модульной арифметики сыграл Ибн аль-Хайсам (965–1040). В своём сочинении, известном как «Opuscula», он решает задачу, сводящуюся к системе линейных сравнений, в частности:
{\displaystyle {\begin{cases}x\equiv 1{\pmod {m_{i}}}\\x\equiv 0{\pmod {p}}\end{cases}}}
где {\displaystyle p} — простое число, а {\displaystyle m_{i}<p}. 
Ибн аль-Хайсам предлагает два метода решения — «канонический» и обобщённый. Первый метод напрямую использует теорему, которая сегодня известна как теорема Вильсона:

Если {\displaystyle p} — простое число, то {\displaystyle (p-1)!\equiv -1{\pmod {p}}}

Он формулирует это как необходимое свойство простых чисел, которое относится только к ним. Это было сделано более чем за семь столетий лет до формулировки теоремы Эдуардом Варингом и Джоном Вильсоном. Ибн аль-Хайсам стал первым математиком, сформулировавшим её. Историк математики Рошди Рашед предполагает, что его утерянные работы могли содержать доказательство этой теоремы.
Во втором, более общем методе, Ибн аль-Хайсам явно оперирует с идеями, близкими к теореме Безу, предполагая существование целых решений уравнений вида {\displaystyle (k+1)p-hr=1} при взаимной простоте {\displaystyle p} и {\displaystyle r}. Это позволяет ему находить все решения исходной системы сравнений, а не только одно.

## Математическая индукция
Метод математической индукции считается одним из ключевых инструментов для доказательства в теории чисел. Первым математиком, который использовал его в своих доказательствах, был Абу Бакр аль-Караджи (953–1029). Хотя он и не предоставил строгого изложения метода, именно он сделал ключевой шаг к пониманию и применению индуктивных доказательств. Он использовал метод для доказательства суммы кубов: 
Еще одна важная идея, введенная аль-Караджи и продолженная аль-Самуалом и другими, заключалась в использовании индуктивного аргумента для работы с определенными арифметическими последовательностями. Так, аль-Караджи использовал такой аргумент для доказательства формулы суммы целых кубов <...> Однако аль-Караджи не утверждал общий результат для произвольного n. Он заявил свою теорему для конкретного числа 10 <...> Его доказательство, тем не менее, явно предназначалось для распространения на любое другое целое число. <...> Аргумент аль-Караджи по существу включает два основных компонента современного доказательства методом индукции, а именно истинность утверждения для {\displaystyle n=1} {\displaystyle (1=1^{3})} и вывод истинности для {\displaystyle n=k} из истинности для {\displaystyle n=k-1}. Конечно, этот второй компонент не является явным, так как в некотором смысле аргумент аль-Караджи идет в обратном порядке; то есть он начинает с {\displaystyle n=10} и идет вниз до 1, а не поднимается вверх. Тем не менее, его аргумент в аль-Фахри является самым ранним сохранившимся доказательством формулы суммы целых кубов.Виктор Джозеф Кац, История Математики: Введение
Также он использовал этот метод для доказательства биномиальных тождеств:
Аль-Караджи демонстрирует аргумент для {\displaystyle n=1}, затем доказывает случай {\displaystyle n=2}, основываясь на своем результате для {\displaystyle n=1}, затем доказывает случай {\displaystyle n=3}, основываясь на своем результате для {\displaystyle n=2}, и продолжает примерно до {\displaystyle n=5}, прежде чем заметить, что можно продолжать этот процесс бесконечно.Дж. Дж. О'Коннор и Эдмунд Робертсон, Архив истории математики Мактьютор
Его преемник аль-Самуал (1130–1180) расширил его использование для доказательства других задач, включая сумму квадратов. Камал ад-Дин аль-Фариси (1260—1320) использовал раннюю форму математической индукции для доказательства формулы, которая соединяет некоторые фигурные числа и биномиальные коэффициенты.
В Европе математическая индукция в неявном виде впервые появляется в работах еврейского математика Леви Бен Гершома (1288–1344). В отличие от аль-Караджи и аль-Самуала, его работы относятся уже к позднесредневековому периоду, когда математическая традиция исламского мира была воспринята и переработана в еврейской и латинской науке. При этом его техника была менее развитой, чем у некоторых более ранних арабских авторов. В XVI веке традицию продолжил Франческо Мавролико, а первую абстрактную формулировку математической индукции дал Блез Паскаль. В строгом виде математическая индукция была обоснована только в 1889 году Джузеппе Пеано.

## Классы чисел по сумме делителей

### Дружественные числа
Дружественные числа представляют из себя пары чисел, в которых каждое равно сумме собственных делителей другого. Они редки, и неизвестно, бесконечное ли их количество. Древним Грекам был известен лишь один единственный пример: {\displaystyle (220,284)}. В исламском мире прорыв совершил Сабит ибн Курра (836–901), который получил образование в Багдаде и работал в Доме Мудрости. В трактате «Об определении дружественных чисел» он вывел уравнение для генерации пар таких чисел, основанное на свойствах простых чисел специального вида:  
{\displaystyle p=3\cdot 2^{n-1}-1,\quad q=3\cdot 2^{n}-1,\quad r=9\cdot 2^{2n-1}-1,}
где при {\displaystyle n>1} и простых {\displaystyle p,q,r} пара {\displaystyle (2^{n}\cdot p\cdot q,\ 2^{n}\cdot r)} является дружественной. Для {\displaystyle n=2} это даёт классическую пару {\displaystyle (220,284)}, где {\displaystyle 220=2^{2}\cdot 5\cdot 11} и {\displaystyle 284=2^{2}\cdot 71}. Этот метод, основанный на глубоком анализе свойств делителей, позволил систематически находить новые пары. Он оставался единственным известным способом построения дружественных чисел вплоть до работ Леонарда Эйлера в XVIII веке, который расширил формулу Сабита. Числа вида {\displaystyle 3\cdot 2^{n}-1} в настоящее время известны как числа Сабита.
Интерес к дружественным числам не угас и после Сабита — к изучению этой темы и распространению его метода присоединились такие выдающиеся математики и философы, как аль-Караджи, Ибн Сина и аль-Занджани. В начале XIV века в Багдаде Камал ад-Дин аль-Фариси (1260–1320), применяя подход Сабита, открыл пару {\displaystyle (17\ 296,18\ 416)}, где {\displaystyle 17\ 296=2^{4}\cdot 23\cdot 47} и {\displaystyle 18\ 416=2^{4}\cdot 1151}. Он также вывел новое доказательство достоверности этого подхода, основанное на инновационных идеях, связанных с факторизацией и комбинаторными методами. Одновременно с этим пара была открыта Ибн аль-Банной (1256–1321) в Марракеше. 
Исследования числовых последовательностей в средневековой исламской математике демонстрируют постепенную эволюцию от геометрических методов Сабита ибн Курры к более абстрактным, алгебраическим подходам аль-Фариси. Уже в XIII веке математические трактаты начинают оперировать понятиями, выходящими за рамки классической евклидовой традиции. Включение алгебраических методов в теорию чисел не только стало важным этапом переосмысления античного наследия, но и значительно опередило аналогичные достижения европейской науки, появившиеся лишь столетия спустя.
В XVII веке, через три столетия после аль-Фариси и Ибн аль-Банны, персидский математик Мухаммад Бакир Язди обнаружил пару {\displaystyle (9\ 363\ 584,9\ 437\ 056)}, где {\displaystyle 9\ 363\ 584=2^{7}\cdot 191\cdot 383} и {\displaystyle 9\ 437\ 056=2^{7}\cdot 73\ 727}.
Через арабские труды знания о дружественных числах к 1550 году дошли и до Западной Европы. Хотя в Европе уже были известны работы Сабита по астрономии и статике, нет доказательств того, что его теорема для нахождения дружественных чисел дошла до Европы к XVII веку. Поэтому принято считать, что Пьер де Ферма и Рене Декарт самостоятельно открыли теорему Сабита. Однако, в отличие от Сабита и аль-Фариси, они изложили её без доказательства. Пара  {\displaystyle (17\ 296,18\ 416)} была открыта Ферма в 1636 году, пара {\displaystyle (9\ 363\ 584,9\ 437\ 056)} Декартом в 1638 году. Новые пары были открыты лишь при Эйлере в 1747–1750 годах.

### Совершенные числа
Совершенными называют числа, равные сумме своих собственных делителей. Их изучение началось в античности, первые исследования восходят к Никомаху Герасскому, но исламские учёные существенно углубили их теорию. Ибн Тахир аль-Багдади (961—1037) опроверг утверждение Никомаха о наличии совершенных чисел в каждом десятичном разряде. Ибн аль-Хайсам (965—1040) в своих трудах выдвинул гипотезу и попытался доказать, что все чётные совершенные числа имеют вид {\displaystyle 2^{n-1}(2^{n}-1)}, где {\displaystyle 2^{n}-1} — простое число (позднее названные числами Мерсенна) — что в строгой форме было доказано лишь более семи столетий спустя. Ибн Фуллус (1194—1252) в своём трактате перечислил первые семь совершенных чисел (лишь первые четыре из них были раннее открыты греками).
В Европе пятое совершенное число ({\displaystyle 2^{12}(2^{13}-1)=33\ 550\ 336}) было переоткрыто Региомонтаном в 1461 году. Шестое ({\displaystyle 2^{16}(2^{17}-1)=8\ 589\ 869\ 056}) — Шейблом в 1555 году. Седьмое ({\displaystyle 2^{18}(2^{19}-1)=137\ 438\ 691\ 328}) — Катальди в 1603 году. Новое восьмое совершенное число было открыто Эйлером лишь в 1732 году. До сих пор не установлено, существуют ли нечётные совершенные числа.

### Равновесные числа
Равновесными (англ. equiponderant) называют числа, имеющие равные суммы собственных делителей. В академической литературе эти числа также называются сбалансированными (англ. balanced), эквивалентными (англ. equivalent), несовершенно дружественными (англ. imperfectly amicable), связанными (фр. nombres associés) и числами равного веса (англ. numbers of equal weights). Эта концепция восходит к трудам аль-Багдади (961–1037), который впервые ввёл и исследовал такие числа, предложив метод их поиска. В качестве примеров он привёл {\displaystyle \sigma _{0}(39)=\sigma _{0}(55)=17} и {\displaystyle \sigma _{0}(159)=\sigma _{0}(559)=57}. Аль-Занджани дополнил идею аль-Багдади, добавив ещё одно число к приведённому им примеру и получив тройку {\displaystyle (159,559,703)}. Уже в Новое время персидский математик Мухаммад Бакир Язди обобщил метод поиска предложенный аль-Багдади. В качестве примера он привёл {\displaystyle \sigma _{0}(87)=\sigma _{0}(247)=32}.
В Европе исследования этих чисел начались только в 1636 году, когда математик и востоковед Даниель Швентер заметил равновесную пару {\displaystyle (27,35)}. В 1749 Крафт привёл ещё несколько примеров с таким свойством, включая один из примеров аль-Багдади. В 1823 году Томас Тейлор привёл несколько новых примеров и назвал такие числа несовершенно дружественными. Аналогичный термин использовал Джордж Пикок. Андре Жерарден назвал такие числа связанными.

### Неприкосновенные числа
Число, для которого нельзя найти ни одного натурального числа, суммой собственных делителей которого было бы данное число, называют неприкосновенным. Их исследование также восходит к аль-Багдади, который около 1000 года заметил, что числа 2 и 5 нельзя выразить через такую сумму:
Что касается порождающего и порождённого среди чисел, то сумма собственных делителей любого числа является порождённым этого числа, а само число — порождающим своих собственных делителей. Теперь, 5 среди нечётных чисел и 2 среди чётных чисел не имеют порождающего, так как нет (такого числа), сумма собственных делителей которого была бы 5 или 2. Поэтому они занимают среди чисел то же положение, что и бастарды среди людей.

## Основная теорема арифметики
Особый вклад в развитие представлений о разложении целых чисел на простые множители принадлежит Камал ад-Дину аль-Фариси (1260–1320). В трактате, посвящённом доказательству теоремы Сабита о дружественных числах, он подошёл к задаче с принципиально новой стороны — через систематическое изучение делителей числа и операций с ними. Для этого аль-Фариси было необходимо внести изменения в евклидову арифметику, что потребовало строгого установления существования и единственности разложения числа на простые множители. Он разработал принципиально новый подход к целой области теории чисел, внедрив идеи, касающиеся факторизации и комбинаторных методов.
В своей работе аль-Фариси сформулировал положения, которые фактически представляют собой первую известную в истории формулировку и попытку доказательства основной теоремы арифметики. Он показал существование разложения любого составного числа на конечное число простых множителей, что доказал с помощью индукции: начиная с нахождения одного простого делителя и последующего разложения оставшейся части числа, он приходил к простому множителю за конечное число шагов. После этого он предпринял, хоть и неполную, попытку доказать уникальность такого разложения, опираясь на сравнение наборов простых множителей у разных чисел.

### Мультипликативные функции
Аль-Фариси сформулировал и доказал ряд свойств функции суммы делителей {\displaystyle \sigma (n)} и суммы собственных делителей {\displaystyle \sigma _{0}(n)}. Он показал, что при разложении числа {\displaystyle n} на простые множители поведение этих функций подчиняется строгим закономерностям, близким к современному понятию мультипликативности арифметических функций.
Например, он доказал следующие утверждения, которые спустя три столетия были выдвинуты (без доказательств) Декартом, и кому их обычно приписывают:
- Если {\displaystyle n=m\cdot p}, где {\displaystyle p} — простой, не делящий {\displaystyle m}, то сумма собственных делителей нового числа выражается через суммы делителей исходного числа:

{\displaystyle \sigma _{0}(n)=p\cdot \sigma _{0}(m)+\sigma (m)}
- Для простых степеней {\displaystyle n=p^{r}} он дал формулу:

{\displaystyle \sigma _{0}(p^{r})=1+p+p^{2}+\dots +p^{r-1}={\frac {p^{r}-1}{p-1}}},
- Для взаимно простых чисел {\displaystyle a} и {\displaystyle b} он по сути доказал мультипликативность:

{\displaystyle \sigma (ab)=\sigma (a)\cdot \sigma (b)}.
Кроме того, он вывел формулы для числа делителей {\displaystyle \tau (n)} и числа собственных делителей {\displaystyle \tau _{0}(n)} через комбинаторное перечисление произведений простых множителей, что требовало аккуратного учёта всех комбинаций без повторов. Для этого аль-Фариси переосмыслил понятие фигурных чисел, рассматривая их как биномиальные коэффициенты и применяя их в задачах арифметики делителей.
Таким образом, аль-Фариси не только подошёл вплотную к строгой формулировке основной теоремы арифметики, но и фактически построил зачатки современной теории мультипликативных функций задолго до её появления в европейской математике.

## Фигурные числа
Знакомство с фигурными числами в исламском мире началось с перевода работы Никомаха «Введение в арифметику», который был выполнен Сабитом ибн Куррой (836–901). Арабские математики были знакомы с таблицей фигурных чисел, приведённой Сабитом в его переводе:
| Треугольные   | 1, 3, 6, 10, 15, 21, 28, 36, 45     | {\displaystyle {\frac {n(n+1)}{2}}}  |
| Квадратные    | 1, 4, 9, 16, 25, 36, 49, 64, 81     | {\displaystyle n^{2}}                |
| Пятиугольные  | 1, 5, 12, 22, 35, 51, 70, 92, 117   | {\displaystyle {\frac {n(3n-1)}{2}}} |
| Шестиугольные | 1, 6, 15, 28, 45, 66, 91, 120, 153  | {\displaystyle n(2n-1)}              |
| Семиугольные  | 1, 7, 18, 34, 55, 81, 112, 148, 189 | {\displaystyle {\frac {n(5n-3)}{2}}} |

С X века таблицы фигурных чисел многократно переписывались, расширялись и углублялись в трудах таких учёных, как аль-Багдади, Ибн аль-Банна, Ибн Сина, Ибн аль-Хайсам и аль-Умави. В ходе исследований постепенно совершались новые открытия. Основной интерес исламских математиков заключался в изучении закономерностей построения чисел и их сумм.
Исламские математики успешно обобщали античные методы вычисления. Так, аль-Багдади (961–1037) привёл следующие формулы сумм фигурных чисел:

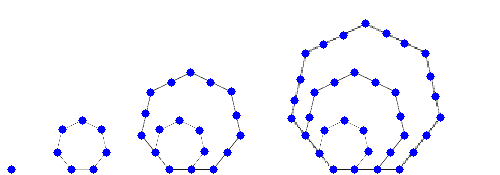
Первые четыре семиугольных числа. Каждая фигура состоит из вершин, суммарное количество которых соответствует семиугольному числу

Сумма первых треугольных чисел (общая формула для {\displaystyle n}-го тетраэдрального числа):
{\displaystyle \sum _{k=1}^{n}{\frac {k(k+1)}{2}}={\frac {n(n+1)(n+2)}{6}}}
Сумма первых квадратных чисел:
{\displaystyle \sum _{k=1}^{n}k^{2}={\frac {n(n+1)(2n+1)}{6}}}
Сумма первых пятиугольных чисел:
{\displaystyle \sum _{k=1}^{n}{\frac {k(3k-1)}{2}}={\frac {n^{2}(n+1)}{2}}}
Прорыв в понимании фигурных чисел произошёл около 1300 года благодаря трудам аль-Фариси. Треугольные фигурные числа можно обобщить на большее число измерений, что называется гипертетраэдральными числам. Аль-Фариси вывел обобщённую формулу для вычисления таких чисел любого порядка:
{\displaystyle F_{p}^{q}=\sum _{k=1}^{p}F_{k}^{q-1}={\binom {p+q-1}{q}}}
К XIV веку в исламской математике происходит отказ от геометрического образа фигурных чисел. Если в античных трактатах они изображались с помощью точек, выложенных в форме треугольников, квадратов и т. д., то в исламской традиции эти образы постепенно исчезают. В трудах аль-Фариси даже термины вроде «треугольный» или «пирамидальный» более уже не употребляются. Вместо этого вводится более абстрактный и универсальный язык арифметических последовательностей и сумм.

## Магические квадраты
Одним из впечатляющих и оригинальных достижений в средневековой исламской математике было развитие общих методов построения магических квадратов. Трактаты о них писались уже в IX веке, но самые ранние из сохранившихся относятся к X веку. Один из них принадлежал Абу-ль-Вафе аль-Бузджани (940–998), кроме того, Али ибн Ахмад аль-Антаки уделил магическим квадратам отдельную главу в 3 книге своих «Комментариев к Арифметике Никомаха».
К X веку наука о магических квадратах, по-видимому, была уже достаточно развита. Были известны методы построения рамочных квадратов любых порядков, а также нормальных магических квадратов малых порядков {\displaystyle (n\leq 6)}, которые использовались для составления сложных квадратов. Оригинальные магические квадраты от 3 до 9 порядка встречаются в энциклопедии Братьев чистоты, написанной в Багдаде около 983 года. Ниже приведены примеры квадратов от 3 порядка до 7 из данной энциклопедии:
| 2 | 7 | 6 |
| 9 | 5 | 1 |
| 4 | 3 | 8 |

| 4  | 14 | 15 | 1  |
| 9  | 7  | 6  | 12 |
| 5  | 11 | 10 | 8  |
| 16 | 2  | 3  | 13 |

| 21 | 3  | 4  | 12 | 25 |
| 15 | 17 | 6  | 19 | 8  |
| 10 | 24 | 13 | 2  | 16 |
| 18 | 7  | 20 | 9  | 11 |
| 1  | 14 | 22 | 23 | 5  |

| 11 | 22 | 32 | 5  | 23 | 18 |
| 25 | 16 | 7  | 30 | 13 | 20 |
| 27 | 6  | 35 | 36 | 4  | 3  |
| 10 | 31 | 1  | 2  | 33 | 34 |
| 14 | 19 | 8  | 29 | 26 | 15 |
| 24 | 17 | 28 | 9  | 12 | 21 |

| 47 | 11 | 8  | 9  | 6  | 45 | 49 |
| 4  | 37 | 20 | 17 | 16 | 35 | 46 |
| 2  | 18 | 26 | 21 | 28 | 32 | 48 |
| 43 | 19 | 27 | 25 | 23 | 31 | 7  |
| 38 | 36 | 22 | 29 | 24 | 14 | 12 |
| 40 | 15 | 30 | 33 | 34 | 13 | 10 |
| 1  | 39 | 42 | 41 | 44 | 5  | 3  |

Арабские буквы традиционно ассоциировались с числовыми значениями (единицы, десятки, сотни, тысяча), что позволяло преобразовывать слова и предложения в числовые последовательности. Эти числа использовались для построения квадратов с равными суммами в строках. Такие построения были математически сложными и стали предметом исследований уже в XI веке. В частности, были открыты оригинальные способы построения для квадратов от 3 до 8 порядка.
В XI веке было найдено несколько способов построения нормальных магических квадратов для нечётных и чётно-чётных {\displaystyle (n=4k)} порядков. Более сложный случай чётно-нечётного порядка {\displaystyle (n=4k+2)} для чётного {\displaystyle k} был решён Ибн аль-Хайсамом (965–1040), а общее решение появилось к началу XII века. В то же время создавались пандиагональные квадраты чётно-чётного порядка, а также нечётного порядка, при котором {\displaystyle n} не делится на 3. Свойство совпадения сумм на ломаных диагоналях в пандиагональных квадратах вызывало мало интереса в исламском мире, вместо этого значимым считалось свойство инвариантности к выбору начальной ячейки.
Среди более поздних авторов и исследователей магических квадратов выделяется Ахмад аль-Буни (1142–1225), который также составил первые латинские квадраты. Они использовались для построения магических квадратов. Существуют убедительные доказательства того, что аль-Буни обладал знанием методов построения, которые впоследствии были формализованы и приняты математиками, включая Леонарда Эйлера, лишь в XVIII веке. Латинские квадраты активно применяются в алгебре, теории кодов, комбинаторике, статистике и криптографии.
Хотя в раннем исламском мире магические квадраты рассматривались исключительно как математическая головоломка, с периода монгольского нашествия их применение сместилось в сторону оккультных практик. Многие из более поздних текстов ограничиваются лишь описанием конкретных магических квадратов и перечислением их свойств, не раскрывая методологию их построения. В Европе знания о магических квадратах распространились ограниченно и поздно — лишь в позднем Средневековье туда попали знания, которые включали два набора квадратов без описания способов их построения. Основные исламские труды оставались неизвестными до недавнего времени.